# تشارلز إميل روثنبرغ
تشارلز إميل روثنبرغ (9 يوليو 1882-1 مارس 1927) سياسي ماركسي أمريكي، ومؤسس ورئيس للحزب الشيوعي الأمريكي.

## سيرته

### سنوات الاشتراكية (1908-1918)
يعتبر توم جونسون وهو من مجموعة فارضي الضرائب الفردية، والعمدة «الإصلاحي» لكليفلاند منذ عام 1901 وحتى عام 1909، أول انجذاب سياسي لروثنبرغ. لكن روثنبرغ انجذب إلى سياسات أكثر راديكالية، وفي منتصف عام 1908 بدأ يطلق على نفسه الاشتراكي. التحق روثنبرغ بجامعة كولومبيا عام 1903. خلال فترة وجوده في الجامعة، انخرط بدايةً مع الجماعات اللاسلطوية. تخرج من كلية الحقوق في جامعة كولومبيا عام 1909، وانضم إلى الحزب الاشتراكي الأمريكي في العام نفسه.
كان روثنبرغ منظمًا ثم سكرتيرًا لمقاطعة كاياهوغا المحلية منذ عام 1909 وحتى عام 1919. بالإضافة إلى ذلك، كان عضوًا في اللجنة التنفيذية لولاية أوهايو للحزب الاشتراكي الأمريكي منذ 1911 وحتى 1916، حيث حرر صحيفتي كليفلاند سوشلست (1911-1913)، وسوشلست نيوز (1914-1919). ساهم روثنبرغ أيضًا بمقالات في الصحيفة الرسمية للحزب الاشتراكي في ولاية أوهايو، أوهايو سوشلست. انتخِب عضوًا في اللجنة الوطنية للحزب الاشتراكي في عام 1915 لكن آرثر ليسوير هزمه في الاجتماع السنوي لانتخاب اللجنة التنفيذية الوطنية للحزب.
خلال هذا الوقت، سافر روثنبرغ إلى العديد من المدن في جميع أنحاء شمال شرق الولايات المتحدة والغرب الأوسط، وتحدث إلى المجموعات العمالية، والمنظمات النقابية، والجماعات المناهضة للحرب، وبنى شبكة من الاتصالات. ارتبط روثنبرغ بما يسمى الجناح اليساري المتطرف «المستحيلية» للحزب الاشتراكي الأمريكي، والذي كان أمله ضئيلًا في فعالية الإصلاح المحسن، وسعى بدلًا من ذلك إلى التحول الاشتراكي الثوري.
كان روثنبرغ مرشحًا متكررًا على لائحة مرشحي الحزب الاشتراكي. جاء أول فشل انتخابي له في عام 1910، عندما ترشح لمنصب أمين صندوق ولاية أوهايو على اللائحة الاشتراكية. في عام 1911 ترشح لمنصب عمدة كليفلاند، وفي عام 1912 لمنصب حاكم ولاية أوهايو، وفي عام 1914 لمجلس الشيوخ الأمريكي. في عام 1915 ترشح مرة أخرى لمنصب عمدة كليفلاند، وفي عام 1916 ترشح لعضوية الكونغرس في الولايات المتحدة. في عام 1917 ترشح لمنصب عمدة كليفلاند للمرة الثالثة (حصل على 27,000 صوت من 100,000 صوت)، تلا ذلك ترشحه الثاني للكونغرس في عام 1918. ترشح للمرة الرابعة والأخيرة لمنصب عمدة كليفلاند في عام 1919.
كان روثنبرغ مندوبًا في المؤتمر الوطني للطوارئ الأساسي للحزب الاشتراكي الأمريكي عام 1917. هناك انتخِب لعضوية لجنة الحرب والنزعة العسكرية وكان أحد المؤلفين الأساسيين الثلاثة لبرنامج سانت لويس المعادي للنزعة العسكرية، إلى جانب موريس هيلكويت وألجيرنون لي. 

بعد دخول أمريكا في الحرب العالمية الأولى، واصل روثنبرغ مهاجمته العلنية للصراع الإمبريالي ومشاركة أمريكا فيه. اتهِم بانتهاك قانون التجسس، وبعرقلة المسودة جراء خطاب ألقاه في تجمع حاشد في 17 مايو 1917. وجهت التهم في الوقت نفسه إلى ألفريد واغنت وتشارلز بيكر. حوكموا معًا في يوليو 1917 وحُكم عليهم بالسجن لمدة عام واحد في سجن ولاية أوهايو، وهو قرار أيدته المحكمة العليا الأمريكية في 15 يناير 1918. بعد إبلاغه بهذا القرار، أصدر بيانًا أعلن فيه:
قررت المحكمة العليا أنه يجب علينا قضاء عام في السجن. قولنا للحقيقة جريمة تُديننا. نحن نؤمن بمبادئ معينة، وقاتلنا من أجل هذه المبادئ، وندخل السجن ظاهريًا لحث ألفونس شو على عدم التسجيل. التهمة مجرد عذر…. الحقيقة المهمة هي أن الطبقة الحاكمة كانت تخشى رسالتنا إلى العمال وحاولت إسكات تلك الرسالة. هذه الحقيقة يجب أن تجعل مئة عامل على استعداد لتولي العمل الذي نضعه…
أمضى روثنبرغ وواغنت وبيكر ما يقرب من 11 شهرًا من عقوبتهم ثم أطلِق سراحهم في 8 ديسمبر 1918.

## تشكيل حزب الشيوعي الأمريكي
كان روثنبرغ من أوائل المؤيدين لبيان الجناح اليساري الذي كتبه لويس سي. فراينا والذي انعقد حوله قسم الجناح اليساري الرسمي للحزب الاشتراكي. كان مرشحًا مدعومًا من الجناح اليساري للجنة التنفيذية الوطنية الحاكمة للحزب الاشتراكي في انتخابات الحزب لعام 1919، والتي ألغت نتيجتها المفوضية القومية للانتخابات لانتخابات المنتهية ولايتها بدعوى التزوير الانتخابي الذي قامت به بعض الفروع المرتبطة بالاتحادات اللغوية للحزب.
كان روثنبرغ مندوبًا في مؤتمر يونيو 1919 لقسم الجناح الأيسر وانتُخب هناك كعضو في المجلس الوطني الحاكم للفصيل. كان روثنبرغ في البداية داعمًا لتكتيك الاستمرار في القتال «للفوز بالحزب الاشتراكي للجناح اليساري» في مؤتمره الوطني الطارئ لعام 1919 القادم في شيكاغو، ولكن في مواجهة ضغوط الاتحاد من أجل تشكيل فوري للحزب الشيوعي في الولايات المتحدة الأمريكية والمهمة اليائسة على ما يبدو التي واجهها واغنت وشركاؤه، حول روثنبرغ دعمه إلى الاتحادات ودعاهم إلى حزب شيوعي فوري.
كان روثنبرغ الناطق بالإنجليزية، والذي هيمنت عليه بالتأكيد اتحادات اللغات الروسية والليتوانية والبولندية واللاتفية، سلعة ثمينة لقادة الاتحاد مثل ألكسندر ستوكليتسكي، ونيكولاس هوورويتش، وجوزيف ستيلسون. لم يكن روثنبرغ مدينًا بأي ولاء للحزب الاشتراكي المميز في ميشيغان، بقيادة جون كيراشر ودينيس بات. في حين أن السلطة الحازمة على أرضية المؤتمر وفي اللجنة التنفيذية المركزية التي انتخبتها ظلت في أيدي ما يسمى «الاتحادات الروسية»، انتخب مجلس شيكاغو روثنبرغ كأول سكرتير تنفيذي للمنظمة الجديدة. ومن المفارقات أن رفيقه القديم في أوهايو وزميله في السجن، ألفريد واغنت، انتخب لرئاسة حزب العمل الشيوعي المنافس في أمريكا في أعقاب المحاولة الفاشلة للفوز بالسيطرة على الحزب الاشتراكي في مؤتمر أغسطس 1919.
أعقب ذلك فترة من التنافس المرير والشرس، فقد سعت كل من المنظمتين الشيوعية الأمريكية المتنافستين لكسب تأييد (ودعم) الشيوعية الدولية المالي (الكومنترن). إضافة إلى تعقيد الوضع، سعى حزب العمل الاشتراكي الأمريكي والحزب الاشتراكي الأمريكي إلى الانضمام إلى الكومنترن أيضًا. كان الكومنترن مصرًا على هيكله، ومع ذلك، فقد سعى إلى منظمة مركزية واحدة فقط في كل بلد. طُلِب الاندماج بين الحزب الشيوعي الأميركي وحزب العمل الاشتراكي الأميركي.
ثبت أن تحقيق طلب الكومنترن للوحدة ليس بالمهمة السهلة، وتاريخ السنوات الثلاث المقبلة عبارة عن قصة معقدة من الانقسامات، والاندماجات، والاتفاقيات السرية، والتجمعات المنظمة، والمنظمات الموازية التي تقع خارج نطاق هذا العرض. باختصار، اندلعت معركة بين قيادة الحزب الشيوعي الأميركي في عام 1920 وخرج روثنبرغ، مع مجموعة من أتباعه الناطقين باللغة الإنجليزية مثل إسحاق فيرغسون وجاي لوفستون بالإضافة إلى قسم من الاتحاد الروسي ومقره شيكاغو، من المنظمة (مع جزء كبير من أموال المجموعة) في أبريل 1920 وانضم إلى حزب العمال الشيوعي لتشكيل الحزب الشيوعي الموحد في مايو.
ترأس واغنت هذه المنظمة المشتركة الجديدة مع روثنبرغ الذي تولى مسؤولية الصحافة الحزبية. أدى ذلك إلى انقسام الحركة الشيوعية، مع بقاء الجزء الأكبر من الحزب الشيوعي الأميركي القديم، الذي يرأسه الآن تشارلز دربا، في معارضة مريرة متزايدة. لم يُحل هذا الخلاف نهائيًا حتى نهاية عام 1922 -بعد اندماج وانقسام واندماج آخر- مع إنشاء حزب شيوعي أمريكي موحد جديد و«حزب سياسي قانوني» موازٍ له هو حزب العمال الأمريكي.